# Diócesis de Astorga
La diócesis de Astorga (en latín: Dioecesis Asturicensis) es una circunscripción eclesiástica de la Iglesia católica en España. Se trata de una diócesis latina, sufragánea de la archidiócesis de Oviedo. Desde el 24 de mayo de 2025 se encuentra en período de Sede Vacante a la espera de un nuevo obispo.

## Territorio y organización

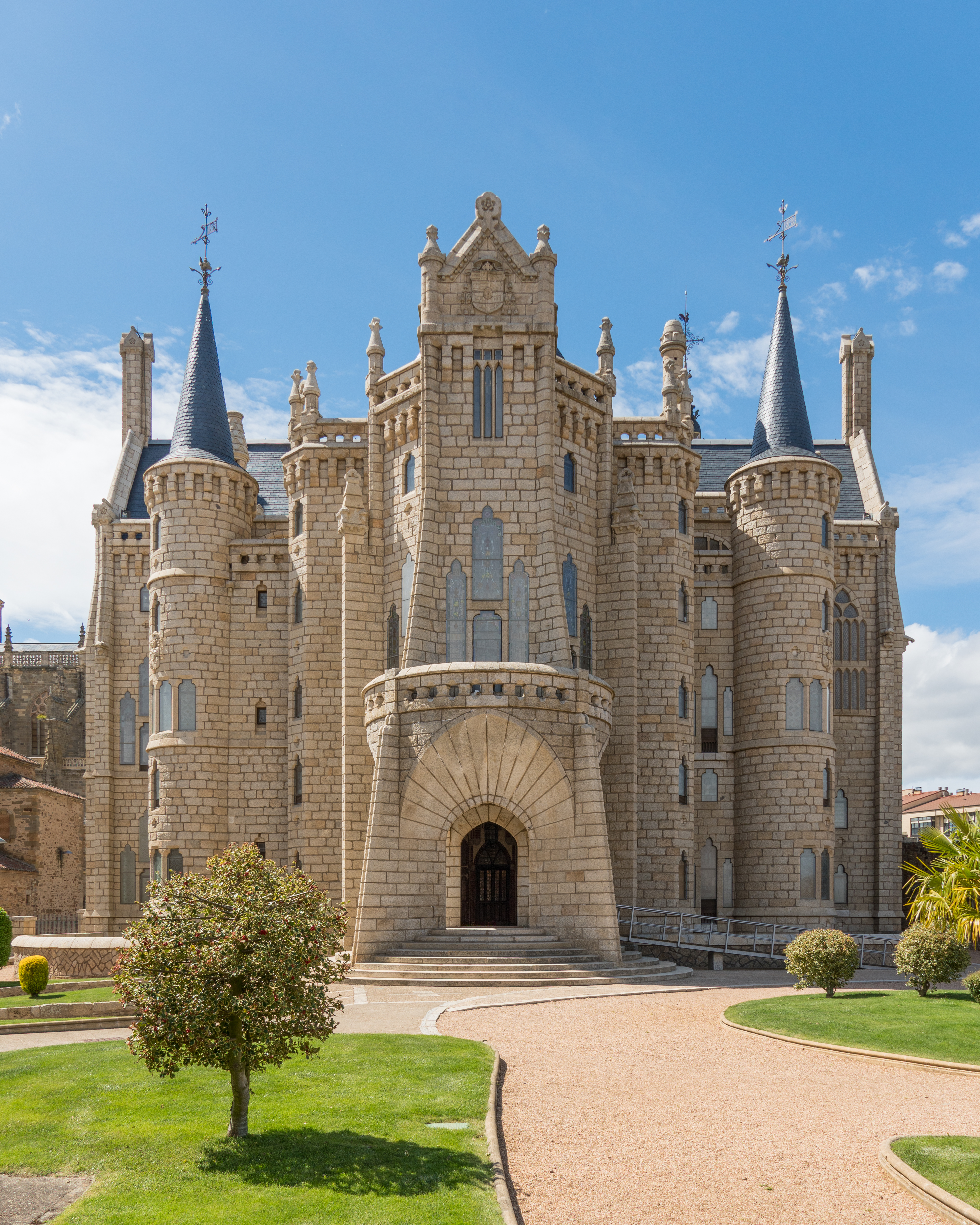
Palacio Episcopal de Astorga

La diócesis tiene 11 683 km² y extiende su jurisdicción sobre los fieles católicos de rito latino residentes en parte de la comunidad autónoma de Castilla y León, en las comarcas de la provincia de León de Maragatería, la Cabrera y El Bierzo (6299 km²); la comarca de la provincia de Orense de Valdeorras (1700 km²); y las comarcas de la provincia de Zamora de Sanabria, La Carballeda, Valles de Benavente y parte de Aliste (3526 km²). Antiguamente también se extendía a Miranda de Duero en Portugal.
En los últimos cincuenta años, la diócesis ha perdido alrededor de cien mil habitantes y han quedado despoblados cuarenta y cinco pequeños núcleos rurales.

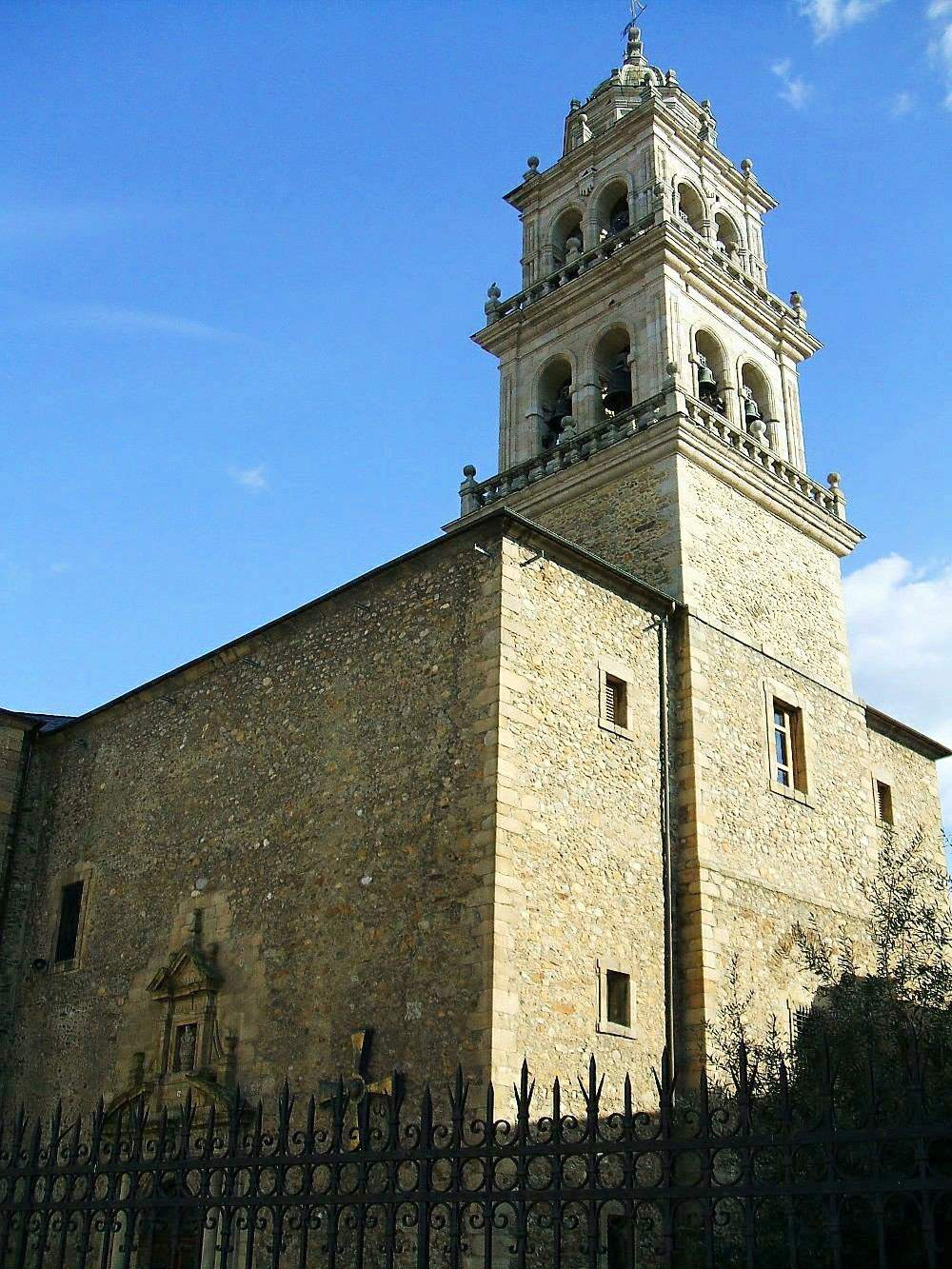
Basílica de la Virgen de la Encina, en Ponferrada

La sede de la diócesis se encuentra en la ciudad de Astorga, en donde se halla la Catedral de Santa María. En Ponferrada se encuentra la basílica de la Virgen de la Encina.

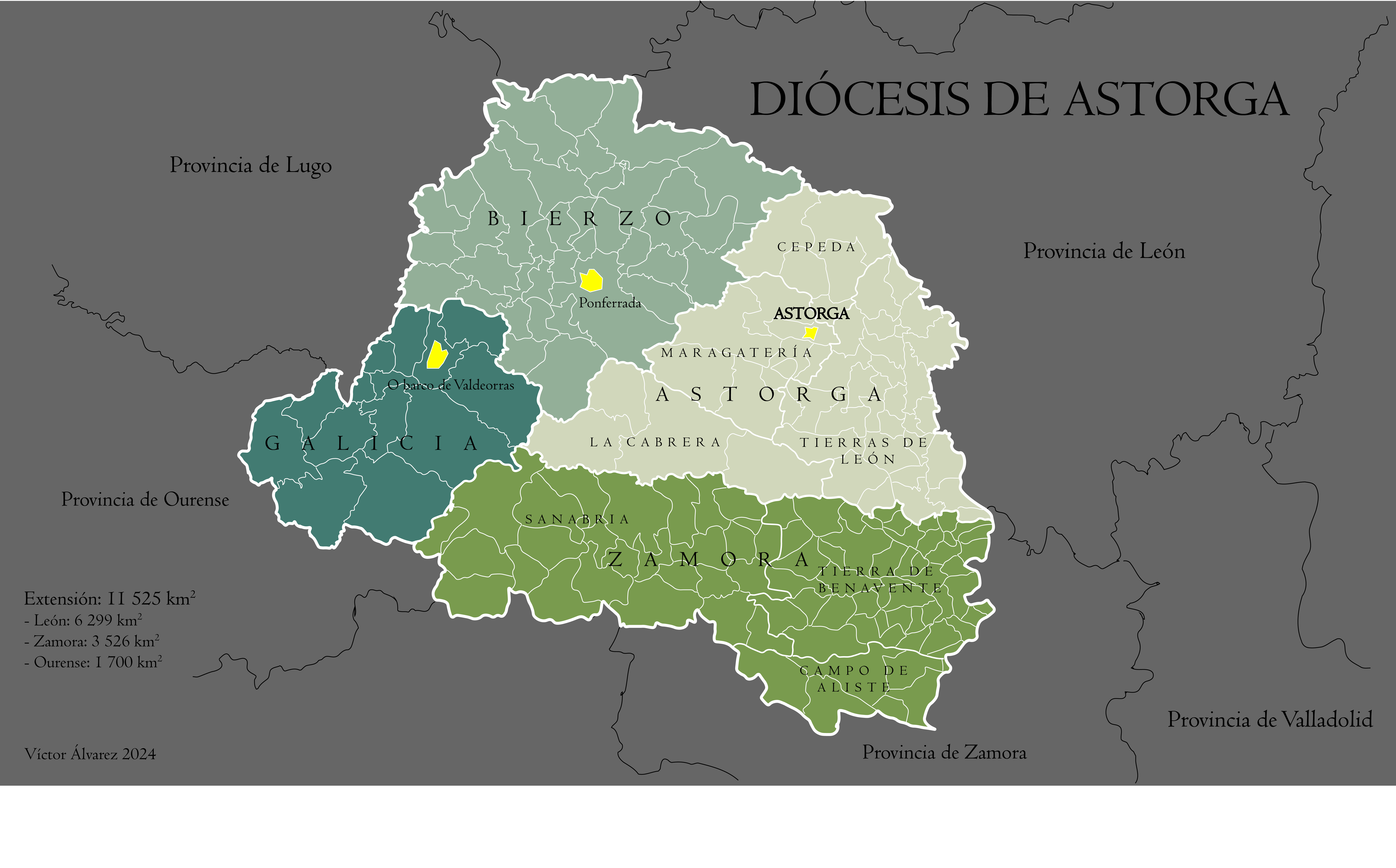
Unidades pastorales de la diócesis

En 2020 en la diócesis existían 970 parroquias agrupadas en 11 unidades pastorales, y estas en 4 arciprestazgos:
- Arciprestazgo de Astorga

- Unidad pastoral de Astorga
- Unidad pastoral de La Bañeza
- Unidad pastoral de Órbigo

- Arciprestazgo del Bierzo

- Unidad pastoral de Bembibre
- Unidad pastoral de Ponferrada
- Unidad pastoral de Rivas del Sil
- Unidad pastoral de Villafranca

- Arciprestazgo de Galicia

- Unidad pastoral de A Rúa
- Unidad pastoral de O Barco

- Arciprestazgo de Zamora

- Unidad pastoral de Sanabria
- Unidad pastoral de Los Valles

## Orígenes

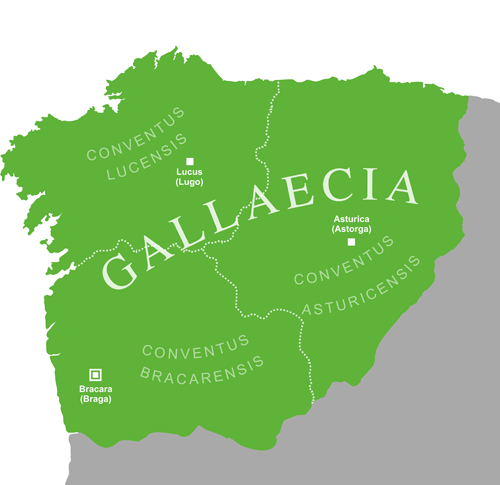
Gallaecia

Es una de las diócesis más antiguas de España: sin contar las antiguas tradiciones que hablan de la fundación por el apóstol Santiago, ni las conjeturas que señalan su paso por Astorga camino de Galicia, ni los falsos cronicones inventados en el siglo XVII que mencionan a san Efrén y a otros obispos legendarios, se tienen evidencias históricas de la existencia de la diócesis en el convento jurídico asturicense (conventus asturicensis), con capital en Asturica Augusta, en la provincia romana de Gallaecia, ya desde mediados del siglo III. Algunos autores suponen que por aquel entonces las actuales diócesis de Astorga y León estaban unidas en una sola, aunque otros consideran que no hay pruebas concluyentes de este hecho.
Los primeros siglos de la diócesis no fueron fáciles para los católicos, que debieron afrontar la pervivencia de los dioses paganos, las persecuciones ordenadas por diversos emperadores romanos, la aparición de numerosas heterodoxias y las sucesivas invasiones de pueblos germánicos y musulmanes. La primera constancia documental de la existencia de la diócesis se remonta al siglo II, mientras que el primer obispo del que se tiene constancia documental, Basílides, fue destituido por libelático durante las persecuciones ordenadas por Decio en un episodio que requirió la intervención del obispo Cipriano de Cartago y del papa Esteban I; su sucesor Sabino desarrolló su episcopado durante las represiones de Valeriano (Basílides y Sabino son mencionados en las cartas de Cipriano de Cartago), y contemporánea suya fue la mártir santa Marta, actual patrona de Astorga, supuestamente hermana de san Vidal y tía de los santos Justo y Pastor. La diócesis también estuvo representada en el Concilio de Elvira, el primero celebrado por la Iglesia cristiana en Hispania circa 300 en el contexto de las persecuciones de Diocleciano, al que acudió el obispo Decencio.
Es casi seguro que durante un período determinado sus obispos ejercieron derechos metropolitanos sobre la región, claramente evidentes durante la crisis priscilanista que afectó a la diócesis entre finales del siglo IV y la primera mitad del siglo V. La ejecución de Prisciliano en 385 no consiguió erradicar su doctrina, entre cuyos partidarios se encontraba el obispo Dictino, que tras su conversión al catolicismo en el I Concilio de Toledo del 400 ganó fama de santidad. La primera mitad del siglo V estuvo marcada por la llegada de los pueblos germánicos: el paso de los vándalos, el asentamiento en Gallaecia de los suevos y sus luchas contra los visigodos y romanos; por esta época santo Toribio, que en su correspondencia con Hidacio todavía mencionaba la presencia de priscilianos en su sede, fue testigo de la conversión del reino suevo de Remismundo al arrianismo. Este mismo prelado restauró los templos destruidos por el visigodo Teodorico II y llevó de Jerusalén un fragmento de la Santa Cruz, que actualmente se venera en el monasterio de Santo Toribio de Liébana.
El Concilio de Lugo del 569 convocado por el rey Teodomiro erigió a la diócesis de Lugo como metropolitana, y Astorga fue señalada como una de sus sufragáneas, aunque esta situación duró poco tiempo, pues en tiempos del obispo Polemio (m. 588) ya volvió a serlo de Braga. Por estas fechas el Parroquial suevo señalaba los límites de la diócesis: «Ad Asturicensem sedem ipsa Astorica: Legio, Bergido, Petra speranti, Comanca, Ventosa, Maurelos superiores et inferiores, Senimure, Francelos, Pesicos». Arrianos y católicos convivieron en el reino suevo hasta que en 586 fue conquistado por Leovigildo y anexionado al reino visigodo de Toledo. Tres años después el rey Recaredo convocó el III Concilio de Toledo, en el que se declaró el catolicismo religión oficial, con la presencia de Talasio como prelado asturicense. El siglo VII fue conocido por la expansión del movimiento cenobítico en El Bierzo; bajo los episcopados de Concordio, Oscando, Candidato, Elpidio, Isidoro o Aurelio florecieron santos como Fructuoso de Braga, Valerio del Bierzo, Máximo, Bonelo o Baldario, que retirados a la vida eremítica fundaron el monasterio de Compludo o el de San Pedro de Montes.
En el siglo VII san Fructuoso, futuro metropolitano de Braga (ca. 656-665), fundó varios monasterios en el valle del Bierzo, que transformaron la región en una auténtica Tebaida monástica: además de Compludo y San Pedro de Montes, fundó el monasterio de San Félix de Visonia y otros. Para estos monasterios, Fructuoso escribió dos Regulae. Su obra fue continuada por san Valerio, cuyos textos transmiten el nombre de la famosa peregrina de Tierra Santa de finales del siglo IV, Egeria.
Las noticias de la diócesis se pierden tras el obispado de Aurelio (693); en el 711 se produjo la invasión musulmana y hacia 714/715 Astorga fue ocupada por los árabes. Poco después comenzó desde el norte la Reconquista y la expansión del Reino de Asturias sobre el Emirato de Córdoba. Astorga fue ganada durante el reinado de Alfonso I, y se supone que la diócesis fue restaurada en el 747, aunque su repoblación no comenzó hasta cien años más tarde: durante el reinado de Ramiro I (842-850), el obispo Novidio consiguió la jurisdicción eclesiástica sobre los territorios que antes de la invasión musulmana le habían pertenecido (Braganza, Aliste, Sanabria, Tibres, Caldelas, Caurelle, Quiroga y Valdeorras), y durante el de Ordoño I el conde Gatón reconquistó gran parte de León y Zamora. Ya por estas fechas la diócesis había perdido parte de su territorio en favor de las de Oviedo y León; no se sabe con certeza si fue sufragánea de la primera, mencionada como diócesis metropolitana en el concilio de Oviedo del año 872, que algunos autores califican de apócrifo.
El siglo X se mencionan a: san Genadio, san Fortis, san Urbano y Salomón, quienes promovieron la construcción de los monasterios de San Miguel de Escalada, Santo Tomás, Santiago de Peñalba, San Alejandro y San Andrés y la renovación del de Santa Leocadia de Castañeda, en el estilo que más tarde se llamaría el arte de repoblación. En el 946 se celebró un concilio en el monte Irago, cuyas actas se han perdido. En el 953 perdió parte de las iglesias de Toro cuando Ordoño III las segregó de Astorga para erigir la diócesis de Simancas, pero en 974 Ramiro III suprimió esta nueva diócesis devolviendo las cosas a su estado anterior.
Desde el 986 hasta las primeras décadas del siglo XII el territorio de la suprimida diócesis de Zamora estuvo unido a Astorga. Después del nacimiento del Reino de Portugal (1139), Astorga perdió los territorios más allá de la frontera que fueron anexados a la archidiócesis de Braga.
En 946 Astorga fue sede de un importante sínodo diocesano, solicitado por el obispo Salomón y convocado por el rey. En el sínodo participaron 13 abades, lo que indica la existencia de un gran grupo de abadías benedictinas en la diócesis en ese momento.
El 20 de diciembre de 1069 el obispo Pedro Núñez consagró una primera catedral en Astorga. Pero el rey decidió construir una nueva catedral, que fue consagrada por primera vez por el obispo Pedro Fernández (1242-1265), y por segunda vez el 12 de enero de 1433 por Sancho de Rojas. La primera piedra de la catedral actual se colocó en 1471, el edificio fue consagrado el 16 de agosto de 1560, pero no se completó hasta finales del siglo XVIII.
En 1087 se hizo la primera mención del capítulo de canónigos de la catedral; los primeros estatutos conocidos del capítulo se remontan a 1287. En 1419 había 40 canónigos, pero en el siglo XVII su número había aumentado desorbitadamente: en ese momento había 14 dignatarios, 50 canónigos y 10 racioneros o beneficiarios. El cabildo conservó un fondo de archivo y biblioteca de inestimable valor, cuyas piezas más antiguas databan del siglo IX, que fueron incendiadas a finales del siglo XIX.
En el siglo XIV la diócesis pasó de la provincia eclesiástica de Braga a la de Santiago de Compostela.
En 1596 se estableció el seminario diocesano, dedicado a la Inmaculada Concepción de la Virgen María. Refundada por el obispo Francisco Javier Sánchez Cabezón en 1756, obtuvo una nueva sede en 1799.
Tras el concordato entre España y la Santa Sede estipulado en 1851, el 4 de julio de 1857 la diócesis de Astorga pasó a ser sufragánea de la archidiócesis de Valladolid.
En 1887 se encargó la construcción del palacio episcopal a Antoni Gaudí.
El 17 de octubre de 1954, con el decreto Quum sollemnibus de la Congregación Consistorial, se revisaron los límites de las diócesis españolas para hacerlas coincidir, en la medida de lo posible, con las provincias civiles. Astorga perdió 49 parroquias en beneficio de las diócesis de Zamora (12), León (23), Orense (4) y Lugo (10). Al mismo tiempo adquirió nuevas parroquias de las diócesis de Orense (12), Lugo y Oviedo (7).
El 27 de octubre de 1954 pasó a formar parte de la provincia eclesiástica de Oviedo.
El 19 de septiembre de 1956 Astorga perdió otras 25 parroquias cedidas a la diócesis de León mediante el decreto Initis inter de la Congregación Consistorial. Una nueva modificación territorial fue sancionada el 21 de diciembre de 1959 con el intercambio de algunas parroquias entre las diócesis de Astorga y Orense mediante el decreto Maiori concrediti de la Congregación Consistorial.

## Estadísticas
Según el Anuario Pontificio 2021 la diócesis tenía a fines de 2020 un total de 226 000 fieles bautizados.
| Año                                                                             | Población | Población | Población      | Sacerdotes | Sacerdotes | Sacerdotes | Católicos por sacerdote | Diáconos permanentes | Religiosos | Religiosos | Parroquias y cuasiparroquias |
| Año                                                                             | Católicos | Total     | % de católicos | Total      | Diocesanos | Regulares  | Católicos por sacerdote | Diáconos permanentes | Masculinos | Femeninos  | Parroquias y cuasiparroquias |
| ------------------------------------------------------------------------------- | --------- | --------- | -------------- | ---------- | ---------- | ---------- | ----------------------- | -------------------- | ---------- | ---------- | ---------------------------- |
| 1950                                                                            | 451 611   | 451 652   | 100.0          | 677        | 645        | 32         | 667                     |                      | 162        | 451        | 686                          |
| 1959                                                                            | 452 509   | 452 592   | 100.0          | 617        | 596        | 21         | 733                     |                      | 45         | 432        | 650                          |
| 1970                                                                            | 351 352   | 351 422   | 100.0          | 538        | 510        | 28         | 653                     |                      | 43         | 594        | 654                          |
| 1980                                                                            | 331 300   | 331 500   | 99.9           | 471        | 446        | 25         | 703                     |                      | 46         | 535        | 658                          |
| 1990                                                                            | 307 500   | 308 515   | 99.7           | 411        | 381        | 30         | 748                     |                      | 53         | 322        | 662                          |
| 1999                                                                            | 285 000   | 289 203   | 98.5           | 308        | 274        | 34         | 925                     |                      | 58         | 245        | 970                          |
| 2000                                                                            | 285 000   | 289 200   | 98.5           | 299        | 265        | 34         | 953                     |                      | 59         | 224        | 970                          |
| 2001                                                                            | 285 000   | 289 203   | 98.5           | 294        | 260        | 34         | 969                     |                      | 59         | 226        | 970                          |
| 2002                                                                            | 285 000   | 289 100   | 98.6           | 288        | 252        | 36         | 989                     |                      | 60         | 221        | 970                          |
| 2003                                                                            | 277 710   | 281 810   | 98.5           | 281        | 247        | 34         | 988                     |                      | 72         | 218        | 970                          |
| 2004                                                                            | 274 540   | 276 810   | 99.2           | 287        | 239        | 48         | 956                     |                      | 72         | 392        | 970                          |
| 2006                                                                            | 268 151   | 270 421   | 99.2           | 273        | 225        | 48         | 982                     |                      | 80         | 351        | 971                          |
| 2012                                                                            | 269 600   | 277 800   | 97.0           | 214        | 186        | 28         | 1259                    |                      | 60         | 153        | 970                          |
| 2015                                                                            | 250 075   | 259 630   | 96.3           | 208        | 174        | 34         | 1202                    |                      | 42         | 245        | 970                          |
| 2018                                                                            | 250 000   | 259 450   | 96.4           | 229        | 197        | 32         | 1091                    |                      | 44         | 261        | 970                          |
| 2020                                                                            | 226 000   | 233 739   | 96.7           | 230        | 193        | 37         | 982                     |                      | 48         | 256        | 970                          |
| Fuente: Catholic-Hierarchy, que a su vez toma los datos del Anuario Pontificio. |           |           |                |            |            |            |                         |                      |            |            |                              |

Además, según cifras oficiales, en el Seminario Mayor de Astorga se formaron siete seminaristas durante el curso 2017-2018.